# David Zibung
David Zibung (Hergiswil, Suiza, 10 de enero de 1984) es un exfutbolista suizo que jugaba como portero.
Fue profesional entre 2003 y 2021 y realizó toda su carrera en el F. C. Lucerna. Jugó un total de 520 partidos y ganó la Copa de Suiza justo antes de retirarse, siendo este el primer título que lograba el club en 29 años.

## Clubes
| Club          | País  | Año       |
| ------------- | ----- | --------- |
| F. C. Lucerna | Suiza | 2003-2021 |

## Palmarés

### Títulos nacionales
| Título        | Club          | País  | Año  |
| ------------- | ------------- | ----- | ---- |
| Copa de Suiza | F. C. Lucerna | Suiza | 2021 |